# پروتون‌خواهی
پروتون‌خواهی (PA ،Epa) یک آنیون یا یک اتم یا مولکول خنثی، منفی تغییرات آنتالپی در واکنش بین گونه‌های فوق و پروتون (+H) در حالت گازی است.
{\displaystyle {\ce {A- + H+ -> HA}}}
{\displaystyle {\ce {B + H+ -> BH+}}}

## شیمی اسید/باز
در حالت گاز به هر میزان که الکترون‌خواهی بیشتر باشد، قلیا قدرتمندتر و اسید مزدوج ضعیف‌تر خواهد بود. (طبق گزارش) قدرتمندترین بازهای شناخته‌شده دی‌آنیون اورتو-دی‌اتینیل‌بنزن (Epa = ۱۸۴۳ kJ/mol) و سپس آنیون متانید (Epa = ۱۷۴۳ kJ/mol) و سپس یون هیدرید (Epa = ۱۶۷۵ kJ/mol) هستند که متان و بعد از آن دی‌هیدروژن را ضعیف‌ترین اسیدهای پروتونی در حالت گاز می‌کنند.